# Etnachta
| ֽ | Sof pasuq       |  | ֑   | Etnachta            |
| ֶ | Segol (Trope)   |  | ֓ ׀ | Schalschelet gedola |
| ֔ | Zaqef qaton     |  | ֕   | Zakef gadol         |
| ֗ | Rewia           |  | ֖   | Tipcha              |
| ֮ | Zarqa (Trope)   |  | ֙   | Paschta             |
| ֚ | Jetiw           |  | ֛   | Tewir               |
| ֜ | Geresch (Trope) |  |    | Gerschajim (Trope)  |
| ֡ | Pazer           |  | ֟   | Qarne para          |
| ֠ | Telischa gedola |  | ֣ ׀ | Munach Legarmeh     |

| ֣ | Munach           |  | ֤ | Mahpach         |
| ֥ | Mercha           |  | ֦ | Mercha kefula   |
| ֧ | Darga (Trope)    |  | ֨ | Qadma           |
| ֩ | Telischa qetanna |  | ֪ | Jerach ben jomo |
| ֖ | Majela (Trope)   |  |  |                 |

| ֽ   | Sof pasuq        |  | ֫ ֥  | Ole we-Jored        |
| ֑   | Etnachta         |  | ֗   | Rewia gadol         |
| ֝ ֗  | Rewia Mugrasch   |  | ֓ ׀ | Schalschelet gedola |
| ֮   | Zarqa (Trope)    |  | ֗   | Rewia qaton         |
| ֭   | Dechi            |  | ֡   | Pazer               |
| ֤ ׀ | Mahpach legarmeh |  | ֨ ׀ | Asla legarmeh       |

| ֣ | Munach        |  | ֥ | Mercha       |
| ֬ | Illuj         |  | ֖ | Tipcha       |
| ֢ | Atnach hafuch |  | ֤ | Mahpach      |
| ֨ | Qadma         |  | ֓ | Schalschelet |
| ֘ | Zinnorit      |  |  |              |

Etnachta ◌֑ (hebräisch אֶתְנַחְתָּא) oder Atnach (hebräisch אתְנָח) ist eine Trope in der jüdischen Liturgie und zählt zu den biblischen Satz-, Betonungs- und Kantillationszeichen, den Teamim. Als eines der wichtigsten Satzzeichen teilt sie fast jeden Vers im Tanach in zwei Versteile.

## Begriffe
| Trope                                                                          |
| ------------------------------------------------------------------------------ |
| von altgriechisch τρόπος tropos über jiddisch טראָפּ trop dt.: Betonung, Melodie |

In der aschkenasischen Tradition wird diese Trope „Etnachta“ genannt, in der sephardischen und italienischen Tradition „Atnach“, und in der jemenitischen Tradition auch „Atnocho“ (hebräisch אתנ֑חא) genannt. Die Tabula accentuum transliteriert mit ʼAṯnāḥ. The Jewish Encyclopedia übersetzt das Wort hebräisch אֶתְנַחְתָּא mit „Pausierer“.

## Melodie
|                                                                             |
| De accentibus, et orthographia, linguae Hebraicae (Reuchlin, Anshelm, 1518) |

| verschiedene Kantilenen                                    | verschiedene Kantilenen |
| ---------------------------------------------------------- | ----------------------- |
|                                                            |                         |
| Beispiele für das Prosa-System aus der Jewish Encyclopedia |                         |

Mit welcher Melodie die Kantilene zu einer Trope zu singen ist, hängt sowohl von der Position im Tanach, als auch von der zugrundeliegenden Tradition ab. So gehören die Melodien für die Torah meist der hypoäolischen Kirchentonart an. In den Prophetenbüchern hingegen wurde in der sephardischen und aschkenasischen Tradition dorisch gesungen.
In der aschkenasischen Tradition wurde in der Torah zwischen gewöhnlichem (hypoäolischem) Vortrag und dem in Bußpredigten (mixolydisch) unterschieden.
Die rechts angegebenen Melodien sind recht lebhaft, aber ohne festes Tempo zu singen.

## Grammatik
Etnachta ist ein disjunktiver Akzent.
Dieses Zeichen markiert das Ende eines größeren Sinnabschnitts mit einer Sprechpause, entsprechend finden sich an dieser Stelle manchmal die Pausalformen von Wörtern. In der Funktion als starker Trenner entspricht Etnachta als Satzzeichen einem Komma, häufig auch einem Punkt oder Semikolon.

### Untergliederung

#### Prosa-System
Als „Kaiser“ teilt Etnachta im Prosa-System auf der obersten Ebene einen Vers in zwei Halbverse. Ein Etnachta-Segment kann dabei sogar aus nur einem Wort bestehen.
| Beispiel: Genesis 19,7 | Beispiel: Genesis 19,7                                                  | Beispiel: Genesis 19,7                                                  | Beispiel: Genesis 19,7                                                  | Beispiel: Genesis 19,7                                                  | Beispiel: Genesis 19,7                                                  | Beispiel: Genesis 19,7                                                  | Beispiel: Genesis 19,7                                                  | Beispiel: Genesis 19,7                                                  |
| ---------------------- | ----------------------------------------------------------------------- | ----------------------------------------------------------------------- | ----------------------------------------------------------------------- | ----------------------------------------------------------------------- | ----------------------------------------------------------------------- | ----------------------------------------------------------------------- | ----------------------------------------------------------------------- | ----------------------------------------------------------------------- |
| Gesamter Vers          | וַיֹּאמַ֑ר אַל־נָ֥א אַחַ֖י תָּרֵֽעוּ׃ und sprach: Ach, liebe Brüder, tut nicht so übel! | וַיֹּאמַ֑ר אַל־נָ֥א אַחַ֖י תָּרֵֽעוּ׃ und sprach: Ach, liebe Brüder, tut nicht so übel! | וַיֹּאמַ֑ר אַל־נָ֥א אַחַ֖י תָּרֵֽעוּ׃ und sprach: Ach, liebe Brüder, tut nicht so übel! | וַיֹּאמַ֑ר אַל־נָ֥א אַחַ֖י תָּרֵֽעוּ׃ und sprach: Ach, liebe Brüder, tut nicht so übel! | וַיֹּאמַ֑ר אַל־נָ֥א אַחַ֖י תָּרֵֽעוּ׃ und sprach: Ach, liebe Brüder, tut nicht so übel! | וַיֹּאמַ֑ר אַל־נָ֥א אַחַ֖י תָּרֵֽעוּ׃ und sprach: Ach, liebe Brüder, tut nicht so übel! | וַיֹּאמַ֑ר אַל־נָ֥א אַחַ֖י תָּרֵֽעוּ׃ und sprach: Ach, liebe Brüder, tut nicht so übel! | וַיֹּאמַ֑ר אַל־נָ֥א אַחַ֖י תָּרֵֽעוּ׃ und sprach: Ach, liebe Brüder, tut nicht so übel! |
| 1. Ebene               | אַל־נָ֥א אַחַ֖י תָּרֵֽעוּ׃ Sof pasuq / Silluq                                      | אַל־נָ֥א אַחַ֖י תָּרֵֽעוּ׃ Sof pasuq / Silluq                                      | אַל־נָ֥א אַחַ֖י תָּרֵֽעוּ׃ Sof pasuq / Silluq                                      | אַל־נָ֥א אַחַ֖י תָּרֵֽעוּ׃ Sof pasuq / Silluq                                      | וַיֹּאמַ֑ר Etnachta                                                          | וַיֹּאמַ֑ר Etnachta                                                          | וַיֹּאמַ֑ר Etnachta                                                          | וַיֹּאמַ֑ר Etnachta                                                          |

Es kann jedoch auch durch die Könige Zaqef qaton, Zakef gadol, oder Tipcha unterteilt werden. Der letzte König vor dem Etnachta ist dabei stets ein Tipcha.
| Beispiel 2: Genesis 19,16 | Beispiel 2: Genesis 19,16 | Beispiel 2: Genesis 19,16 | Beispiel 2: Genesis 19,16 | Beispiel 2: Genesis 19,16 | Beispiel 2: Genesis 19,16 | Beispiel 2: Genesis 19,16 | Beispiel 2: Genesis 19,16 | Beispiel 2: Genesis 19,16 |
| ------------------------- | --- | --- | --- | --- | --- | --- | --- | --- |
| Gesamter Vers             | וַֽיִּתְמַהְמָ֓הּ׀ וַיַּחֲזִ֨קוּ הָאֲנָשִׁ֜ים בְּיָדֹ֣ו וּבְיַד־אִשְׁתֹּ֗ו וּבְיַד֙ שְׁתֵּ֣י בְנֹתָ֔יו בְּחֶמְלַ֥ת יְהוָ֖ה עָלָ֑יו וַיֹּצִאֻ֥הוּ וַיַּנִּחֻ֖הוּ מִח֥וּץ לָעִֽיר׃ Als er aber zögerte, ergriffen die Männer ihn und seine Frau und seine beiden Töchter bei der Hand, weil der HERR ihn verschonen wollte, und führten ihn hinaus und ließen ihn erst draußen vor der Stadt wieder los. | וַֽיִּתְמַהְמָ֓הּ׀ וַיַּחֲזִ֨קוּ הָאֲנָשִׁ֜ים בְּיָדֹ֣ו וּבְיַד־אִשְׁתֹּ֗ו וּבְיַד֙ שְׁתֵּ֣י בְנֹתָ֔יו בְּחֶמְלַ֥ת יְהוָ֖ה עָלָ֑יו וַיֹּצִאֻ֥הוּ וַיַּנִּחֻ֖הוּ מִח֥וּץ לָעִֽיר׃ Als er aber zögerte, ergriffen die Männer ihn und seine Frau und seine beiden Töchter bei der Hand, weil der HERR ihn verschonen wollte, und führten ihn hinaus und ließen ihn erst draußen vor der Stadt wieder los. | וַֽיִּתְמַהְמָ֓הּ׀ וַיַּחֲזִ֨קוּ הָאֲנָשִׁ֜ים בְּיָדֹ֣ו וּבְיַד־אִשְׁתֹּ֗ו וּבְיַד֙ שְׁתֵּ֣י בְנֹתָ֔יו בְּחֶמְלַ֥ת יְהוָ֖ה עָלָ֑יו וַיֹּצִאֻ֥הוּ וַיַּנִּחֻ֖הוּ מִח֥וּץ לָעִֽיר׃ Als er aber zögerte, ergriffen die Männer ihn und seine Frau und seine beiden Töchter bei der Hand, weil der HERR ihn verschonen wollte, und führten ihn hinaus und ließen ihn erst draußen vor der Stadt wieder los. | וַֽיִּתְמַהְמָ֓הּ׀ וַיַּחֲזִ֨קוּ הָאֲנָשִׁ֜ים בְּיָדֹ֣ו וּבְיַד־אִשְׁתֹּ֗ו וּבְיַד֙ שְׁתֵּ֣י בְנֹתָ֔יו בְּחֶמְלַ֥ת יְהוָ֖ה עָלָ֑יו וַיֹּצִאֻ֥הוּ וַיַּנִּחֻ֖הוּ מִח֥וּץ לָעִֽיר׃ Als er aber zögerte, ergriffen die Männer ihn und seine Frau und seine beiden Töchter bei der Hand, weil der HERR ihn verschonen wollte, und führten ihn hinaus und ließen ihn erst draußen vor der Stadt wieder los. | וַֽיִּתְמַהְמָ֓הּ׀ וַיַּחֲזִ֨קוּ הָאֲנָשִׁ֜ים בְּיָדֹ֣ו וּבְיַד־אִשְׁתֹּ֗ו וּבְיַד֙ שְׁתֵּ֣י בְנֹתָ֔יו בְּחֶמְלַ֥ת יְהוָ֖ה עָלָ֑יו וַיֹּצִאֻ֥הוּ וַיַּנִּחֻ֖הוּ מִח֥וּץ לָעִֽיר׃ Als er aber zögerte, ergriffen die Männer ihn und seine Frau und seine beiden Töchter bei der Hand, weil der HERR ihn verschonen wollte, und führten ihn hinaus und ließen ihn erst draußen vor der Stadt wieder los. | וַֽיִּתְמַהְמָ֓הּ׀ וַיַּחֲזִ֨קוּ הָאֲנָשִׁ֜ים בְּיָדֹ֣ו וּבְיַד־אִשְׁתֹּ֗ו וּבְיַד֙ שְׁתֵּ֣י בְנֹתָ֔יו בְּחֶמְלַ֥ת יְהוָ֖ה עָלָ֑יו וַיֹּצִאֻ֥הוּ וַיַּנִּחֻ֖הוּ מִח֥וּץ לָעִֽיר׃ Als er aber zögerte, ergriffen die Männer ihn und seine Frau und seine beiden Töchter bei der Hand, weil der HERR ihn verschonen wollte, und führten ihn hinaus und ließen ihn erst draußen vor der Stadt wieder los. | וַֽיִּתְמַהְמָ֓הּ׀ וַיַּחֲזִ֨קוּ הָאֲנָשִׁ֜ים בְּיָדֹ֣ו וּבְיַד־אִשְׁתֹּ֗ו וּבְיַד֙ שְׁתֵּ֣י בְנֹתָ֔יו בְּחֶמְלַ֥ת יְהוָ֖ה עָלָ֑יו וַיֹּצִאֻ֥הוּ וַיַּנִּחֻ֖הוּ מִח֥וּץ לָעִֽיר׃ Als er aber zögerte, ergriffen die Männer ihn und seine Frau und seine beiden Töchter bei der Hand, weil der HERR ihn verschonen wollte, und führten ihn hinaus und ließen ihn erst draußen vor der Stadt wieder los. | וַֽיִּתְמַהְמָ֓הּ׀ וַיַּחֲזִ֨קוּ הָאֲנָשִׁ֜ים בְּיָדֹ֣ו וּבְיַד־אִשְׁתֹּ֗ו וּבְיַד֙ שְׁתֵּ֣י בְנֹתָ֔יו בְּחֶמְלַ֥ת יְהוָ֖ה עָלָ֑יו וַיֹּצִאֻ֥הוּ וַיַּנִּחֻ֖הוּ מִח֥וּץ לָעִֽיר׃ Als er aber zögerte, ergriffen die Männer ihn und seine Frau und seine beiden Töchter bei der Hand, weil der HERR ihn verschonen wollte, und führten ihn hinaus und ließen ihn erst draußen vor der Stadt wieder los. |
| 1. Ebene                  | וַיֹּֽצִאֻ֥הוּ וַיַּנִּחֻ֖הוּ מִח֥וּץ לָעִֽיר׃ Sof pasuq / Silluq | וַיֹּֽצִאֻ֥הוּ וַיַּנִּחֻ֖הוּ מִח֥וּץ לָעִֽיר׃ Sof pasuq / Silluq | וַיֹּֽצִאֻ֥הוּ וַיַּנִּחֻ֖הוּ מִח֥וּץ לָעִֽיר׃ Sof pasuq / Silluq | וַיֹּֽצִאֻ֥הוּ וַיַּנִּחֻ֖הוּ מִח֥וּץ לָעִֽיר׃ Sof pasuq / Silluq | וַיִּתְמַהְמָ֓הּ וַיַּֽחֲזִ֨יקוּ הָֽאֲנָשִׁ֜ים בְּיָ֣דוֹ וּבְיַד־אִשְׁתּ֗וֹ וּבְיַד֙ שְׁתֵּ֣י בְנֹתָ֔יו בְּחֶמְלַ֥ת יְהֹוָ֖ה עָלָ֑יו Etnachta | וַיִּתְמַהְמָ֓הּ וַיַּֽחֲזִ֨יקוּ הָֽאֲנָשִׁ֜ים בְּיָ֣דוֹ וּבְיַד־אִשְׁתּ֗וֹ וּבְיַד֙ שְׁתֵּ֣י בְנֹתָ֔יו בְּחֶמְלַ֥ת יְהֹוָ֖ה עָלָ֑יו Etnachta | וַיִּתְמַהְמָ֓הּ וַיַּֽחֲזִ֨יקוּ הָֽאֲנָשִׁ֜ים בְּיָ֣דוֹ וּבְיַד־אִשְׁתּ֗וֹ וּבְיַד֙ שְׁתֵּ֣י בְנֹתָ֔יו בְּחֶמְלַ֥ת יְהֹוָ֖ה עָלָ֑יו Etnachta | וַיִּתְמַהְמָ֓הּ וַיַּֽחֲזִ֨יקוּ הָֽאֲנָשִׁ֜ים בְּיָ֣דוֹ וּבְיַד־אִשְׁתּ֗וֹ וּבְיַד֙ שְׁתֵּ֣י בְנֹתָ֔יו בְּחֶמְלַ֥ת יְהֹוָ֖ה עָלָ֑יו Etnachta |
| 2. Ebene                  | | | | | עָלָ֑יו | עָלָ֑יו | בְּחֶמְלַ֥ת יְהֹוָ֖ה Tipcha | וַיִּתְמַהְמָ֓הּ וַיַּֽחֲזִ֨יקוּ הָֽאֲנָשִׁ֜ים בְּיָ֣דוֹ וּבְיַד־אִשְׁתּ֗וֹ וּבְיַד֙ שְׁתֵּ֣י בְנֹתָ֔יו Zaqef qaton |

| Gesamter Vers | וַ֠יָּבֹאוּ שְׁנֵ֨י הַמַּלְאָכִ֤ים סְדֹ֨מָה֙ בָּעֶ֔רֶב וְלֹ֖וט יֹשֵׁ֣ב בְּשַֽׁעַר־סְדֹ֑ם וַיַּרְא־לֹוט֙ וַיָּ֣קָם לִקְרָאתָ֔ם וַיִּשְׁתַּ֥חוּ אַפַּ֖יִם אָֽרְצָה׃׃ Die zwei Engel kamen nach Sodom am Abend; Lot aber saß zu Sodom unter dem Tor. Und als er sie sah, stand er auf, ging ihnen entgegen und neigte sich bis zur Erde | וַ֠יָּבֹאוּ שְׁנֵ֨י הַמַּלְאָכִ֤ים סְדֹ֨מָה֙ בָּעֶ֔רֶב וְלֹ֖וט יֹשֵׁ֣ב בְּשַֽׁעַר־סְדֹ֑ם וַיַּרְא־לֹוט֙ וַיָּ֣קָם לִקְרָאתָ֔ם וַיִּשְׁתַּ֥חוּ אַפַּ֖יִם אָֽרְצָה׃׃ Die zwei Engel kamen nach Sodom am Abend; Lot aber saß zu Sodom unter dem Tor. Und als er sie sah, stand er auf, ging ihnen entgegen und neigte sich bis zur Erde | וַ֠יָּבֹאוּ שְׁנֵ֨י הַמַּלְאָכִ֤ים סְדֹ֨מָה֙ בָּעֶ֔רֶב וְלֹ֖וט יֹשֵׁ֣ב בְּשַֽׁעַר־סְדֹ֑ם וַיַּרְא־לֹוט֙ וַיָּ֣קָם לִקְרָאתָ֔ם וַיִּשְׁתַּ֥חוּ אַפַּ֖יִם אָֽרְצָה׃׃ Die zwei Engel kamen nach Sodom am Abend; Lot aber saß zu Sodom unter dem Tor. Und als er sie sah, stand er auf, ging ihnen entgegen und neigte sich bis zur Erde | וַ֠יָּבֹאוּ שְׁנֵ֨י הַמַּלְאָכִ֤ים סְדֹ֨מָה֙ בָּעֶ֔רֶב וְלֹ֖וט יֹשֵׁ֣ב בְּשַֽׁעַר־סְדֹ֑ם וַיַּרְא־לֹוט֙ וַיָּ֣קָם לִקְרָאתָ֔ם וַיִּשְׁתַּ֥חוּ אַפַּ֖יִם אָֽרְצָה׃׃ Die zwei Engel kamen nach Sodom am Abend; Lot aber saß zu Sodom unter dem Tor. Und als er sie sah, stand er auf, ging ihnen entgegen und neigte sich bis zur Erde | וַ֠יָּבֹאוּ שְׁנֵ֨י הַמַּלְאָכִ֤ים סְדֹ֨מָה֙ בָּעֶ֔רֶב וְלֹ֖וט יֹשֵׁ֣ב בְּשַֽׁעַר־סְדֹ֑ם וַיַּרְא־לֹוט֙ וַיָּ֣קָם לִקְרָאתָ֔ם וַיִּשְׁתַּ֥חוּ אַפַּ֖יִם אָֽרְצָה׃׃ Die zwei Engel kamen nach Sodom am Abend; Lot aber saß zu Sodom unter dem Tor. Und als er sie sah, stand er auf, ging ihnen entgegen und neigte sich bis zur Erde |
| 1. Ebene      | וַיַּרְא־לֹוט֙ וַיָּ֣קָם לִקְרָאתָ֔ם וַיִּשְׁתַּ֥חוּ אַפַּ֖יִם אָֽרְצָה׃ Sof pasuq / Silluq | וַ֠יָּבֹאוּ שְׁנֵ֨י הַמַּלְאָכִ֤ים סְדֹ֨מָה֙ בָּעֶ֔רֶב וְלֹ֖וט יֹשֵׁ֣ב בְּשַֽׁעַר־סְדֹ֑ם Etnachta | וַ֠יָּבֹאוּ שְׁנֵ֨י הַמַּלְאָכִ֤ים סְדֹ֨מָה֙ בָּעֶ֔רֶב וְלֹ֖וט יֹשֵׁ֣ב בְּשַֽׁעַר־סְדֹ֑ם Etnachta | וַ֠יָּבֹאוּ שְׁנֵ֨י הַמַּלְאָכִ֤ים סְדֹ֨מָה֙ בָּעֶ֔רֶב וְלֹ֖וט יֹשֵׁ֣ב בְּשַֽׁעַר־סְדֹ֑ם Etnachta | וַ֠יָּבֹאוּ שְׁנֵ֨י הַמַּלְאָכִ֤ים סְדֹ֨מָה֙ בָּעֶ֔רֶב וְלֹ֖וט יֹשֵׁ֣ב בְּשַֽׁעַר־סְדֹ֑ם Etnachta |
| 2. Ebene      | | יֹשֵׁ֣ב בְּשַֽׁעַר־סְדֹ֑ם Etnachta | יֹשֵׁ֣ב בְּשַֽׁעַר־סְדֹ֑ם Etnachta | וְלֹ֖וט Tipcha | וַ֠יָּבֹאוּ שְׁנֵ֨י הַמַּלְאָכִ֤ים סְדֹ֨מָה֙ בָּעֶ֔רֶב Zaqef qaton |
| konjunktiv    | | בְּשַֽׁעַר־סְדֹ֑ם | יֹשֵׁ֣ב Munach | | |

#### Poetisches System
Im poetischen System gilt allein Sof pasuq als Kaiser. Hier gilt Etnachta als „König“ und teilt neben anderen Königen einen Vers erst auf der zweiten Ebene. Ole we-Jored trennt hier stärker als Etnachta.
| Beispiel 4: Psalm 100,3 | Beispiel 4: Psalm 100,3 | Beispiel 4: Psalm 100,3 | Beispiel 4: Psalm 100,3 |
| ----------------------- | --- | --- | --- |
| Gesamter Vers           | דְּע֗וּ כִּֽי־יְהוָה֮ ה֤וּא אֱלֹ֫הִ֥ים הֽוּא־עָ֭שָׂנוּ וְלֹ֣֯א אֲנַ֑חְנוּ עַ֝מֹּ֗ו וְצֹ֣אן מַרְעִיתֹֽו׃ Erkennet, dass der HERR Gott ist! Er hat uns gemacht und nicht wir selbst zu seinem Volk und zu Schafen seiner Weide. | דְּע֗וּ כִּֽי־יְהוָה֮ ה֤וּא אֱלֹ֫הִ֥ים הֽוּא־עָ֭שָׂנוּ וְלֹ֣֯א אֲנַ֑חְנוּ עַ֝מֹּ֗ו וְצֹ֣אן מַרְעִיתֹֽו׃ Erkennet, dass der HERR Gott ist! Er hat uns gemacht und nicht wir selbst zu seinem Volk und zu Schafen seiner Weide. | דְּע֗וּ כִּֽי־יְהוָה֮ ה֤וּא אֱלֹ֫הִ֥ים הֽוּא־עָ֭שָׂנוּ וְלֹ֣֯א אֲנַ֑חְנוּ עַ֝מֹּ֗ו וְצֹ֣אן מַרְעִיתֹֽו׃ Erkennet, dass der HERR Gott ist! Er hat uns gemacht und nicht wir selbst zu seinem Volk und zu Schafen seiner Weide. |
| 1. Ebene                | עַ֝מֹּ֗ו וְצֹ֣אן מַרְעִיתֹֽו׃׃ Sof pasuq / Silluq | הֽוּא־עָ֭שָׂנוּ וְלֹא אֲנַ֑חְנוּ Etnachta | דְּע֗וּ כִּֽי־יְהוָה֮ ה֤וּא אֱלֹ֫הִ֥ים Ole we-Jored |

Ein Etnachta-Segment kann dann gegebenenfalls durch Herzöge weiter untergliedert werden. Dechi kann analog zum Prosa-System (hier dann als Herzog) ein Etnachta-Segment unterteilen. (S. Bsp. 3.) Das kann aber auch ein Zinnor (z. B. Ps. 101,5 ), oder ein Rewia gadol.
| Beispiel 5: Psalm 100,4 | Beispiel 5: Psalm 100,4 | Beispiel 5: Psalm 100,4 | Beispiel 5: Psalm 100,4 |
| ----------------------- | --- | --- | --- |
| Gesamter Vers           | בֹּ֤אוּ שְׁעָרָ֨יו׀ בְּתֹודָ֗ה חֲצֵרֹתָ֥יו בִּתְהִלָּ֑ה הֹֽודוּ־לֹ֝֗ו בָּרֲכ֥וּ שְׁמֹֽו׃ Gehet zu seinen Toren ein mit Danken, / zu seinen Vorhöfen mit Loben; danket ihm, lobet seinen Namen! | בֹּ֤אוּ שְׁעָרָ֨יו׀ בְּתֹודָ֗ה חֲצֵרֹתָ֥יו בִּתְהִלָּ֑ה הֹֽודוּ־לֹ֝֗ו בָּרֲכ֥וּ שְׁמֹֽו׃ Gehet zu seinen Toren ein mit Danken, / zu seinen Vorhöfen mit Loben; danket ihm, lobet seinen Namen! | בֹּ֤אוּ שְׁעָרָ֨יו׀ בְּתֹודָ֗ה חֲצֵרֹתָ֥יו בִּתְהִלָּ֑ה הֹֽודוּ־לֹ֝֗ו בָּרֲכ֥וּ שְׁמֹֽו׃ Gehet zu seinen Toren ein mit Danken, / zu seinen Vorhöfen mit Loben; danket ihm, lobet seinen Namen! |
| 1. Ebene                | הֹֽודוּ־לֹ֝֗ו בָּרֲכ֥וּ שְׁמֹֽו׃׃ Sof pasuq / Silluq | בֹּ֤אוּ שְׁעָרָ֨יו׀ בְּתֹודָ֗ה חֲצֵרֹתָ֥יו בִּתְהִלָּ֑ה Etnachta | בֹּ֤אוּ שְׁעָרָ֨יו׀ בְּתֹודָ֗ה חֲצֵרֹתָ֥יו בִּתְהִלָּ֑ה Etnachta |
| 2. Ebene                | | חֲצֵרֹתָ֥יו בִּתְהִלָּ֑ה | בֹּ֤אוּ שְׁעָרָ֨יו׀ בְּתֹודָ֗ה Rewia gadol |

Rewia Gadol kann auch zweimal auftauchen.
Dass ein Etnachta-Segment aus nur einem Wort besteht, kommt im poetischen System nicht vor. Wohl aber kann es aus nur einer Maqef-Verbindung bestehen. (z. B. Ps. 102,28 )

### Konjunktive Akzente
Wenn sich im Prosa-System ein vorhergehendes Wort in der Bedeutung auf das mit Etnachta betonte Wort bezieht, wird dieses mit Munach betont. (Siehe Beispiel 3.)
Gleiches kommt auch im poetischen System vor. (S. Bsp. 4.) Hier kann jedoch als konjunktive Trope auch Mercha auftreten. (S. Bsp. 5.) Beide sind hier häufig. Mehr als ein konjunktiver Akzent (wie z. B. in Ps. 104,23 ) kommt gelegentlich vor und ist manchmal auf ein ausgefallenes Dechi zurückzuführen, von dem eine Konjunktion verblieben ist.
| Beispiel 6: Psalm 105,4 | Beispiel 6: Psalm 105,4                                                                                   | Beispiel 6: Psalm 105,4                                                                                   | Beispiel 6: Psalm 105,4                                                                                   | Beispiel 6: Psalm 105,4                                                                                   |
| ----------------------- | --- | --- | --- | --- |
| Gesamter Vers           | דִּרְשׁ֣וּ יְהוָ֣ה וְעֻזֹּ֑ו בַּקְּשׁ֖וּ פָנָ֣יו תָּמִֽיד׃ Fraget nach dem HERRN und nach seiner Macht, suchet sein Antlitz allezeit! | דִּרְשׁ֣וּ יְהוָ֣ה וְעֻזֹּ֑ו בַּקְּשׁ֖וּ פָנָ֣יו תָּמִֽיד׃ Fraget nach dem HERRN und nach seiner Macht, suchet sein Antlitz allezeit! | דִּרְשׁ֣וּ יְהוָ֣ה וְעֻזֹּ֑ו בַּקְּשׁ֖וּ פָנָ֣יו תָּמִֽיד׃ Fraget nach dem HERRN und nach seiner Macht, suchet sein Antlitz allezeit! | דִּרְשׁ֣וּ יְהוָ֣ה וְעֻזֹּ֑ו בַּקְּשׁ֖וּ פָנָ֣יו תָּמִֽיד׃ Fraget nach dem HERRN und nach seiner Macht, suchet sein Antlitz allezeit! |
| 1. Ebene                | בַּקְּשׁ֖וּ פָנָ֣יו תָּמִֽיד׃׃ Sof pasuq / Silluq                                                                       | דִּרְשׁ֣וּ יְהוָ֣ה וְעֻזֹּ֑ו Etnachta                                                                                   | דִּרְשׁ֣וּ יְהוָ֣ה וְעֻזֹּ֑ו Etnachta                                                                                   | דִּרְשׁ֣וּ יְהוָ֣ה וְעֻזֹּ֑ו Etnachta                                                                                   |
| konjunktiv              | | וְעֻזֹּ֑ו und seine Macht                                                                                      | יְהוָ֣ה Munach JHWH                                                                                          | דִּרְשׁ֣וּ Munach suche                                                                                         |

Wenn im poetischen System Dechi und Etnachta die einzigen Akzente in einem Etnachta-Segment mit nur zwei Worten sind, verliert Dechi seine trennende Funktion und wird konjunktiv verwendet. (z. B. Ps. 106,12 )

## Vorkommen
| Teil des Tanach | Teil der Sifre Emet | Etnachta |
| --------------- | ------------------- | -------- |
| Tora            |                     | 5483     |
| Nevi’im         |                     | 8930     |
| Ketuvim         | Psalmen             | 2335     |
| Ketuvim         | Ijob                | 977      |
| Ketuvim         | Sprüche             | 904      |
| Ketuvim         | (sonstige)          | 2933     |
| Gesamt          |                     | 21562    |

| ספרי אמ"ת סִפְרֵי אֱמֶת                                                                            | ספרי אמ"ת סִפְרֵי אֱמֶת |
| --------------------------------------------------------------------------------------------- | ------------------ |
| Sifre Emet [siɸre ʔɛmɛt] deutsch ‚Bücher Emet‘, bzw. ‚Bücher der Wahrheit‘                    |                    |
| אִיוֹב                                                                                          | (Ijob)             |
| מִשְלֵי                                                                                          | (Sprichwörter)     |
| תְהִלִּים                                                                                         | (Psalmen)          |
| Anfangsbuchstaben der Bücher Ijob , Sprichwörter und Psalmen bilden zusammen das Merkwort אֱמֶת |                    |

Etnachta kommt in den meisten Versen genau einmal vor, fehlt aber manchmal in kurzen Sätzen. Im poetischen System wird er gelegentlich durch Rewia gadol, oder durch Pazer ersetzt.
Die Tabelle zeigt das Vorkommen von Etnachta in allen 24 Büchern des Tanach.